# الأدب التركي في فترة الجمهورية
إن شباب الأتراك الذين ذهبوا إلى أوروبا وخاصةً إلى فرنسا بهدف التعلم في آخر فترات الدولة العثمانية عند عودتهم إلى الدولة بدأوا في تطبيق التجديدات التي رأوها في الأدب هناك على الأدب التركي. وبهذا الشكل بدأ أدباً جديداً والذي استمر إلى يومنا هذا كفتراتٍ معروفة. وإحدى هذه الفترات هي فترة الأدب في عهد الجمهورية.
لقد انفصل أدب فترة الجمهورية عن الأدب القومي بفواصل قاطعة، لأن أدباء فترة الأدب القومي قد ألفو أهم أعمالهم في السنوات الأولى من فترة الجمهورية. فإن كل من يعقوب قدري قارا عثمان أوغلو، خالدة أديب، رشاد نوري جون تكين، رفيق خالد كاراى وكثيرين غيرهم قد وضعو بصماتهم خلال أول 50 عام من فترة الجمهورية. وتعتبر التقنية اللغوية والألفباء الجديدة التي تعتمد على الأحرف اللاتينية بعد ثورات الحرف واللغة التي بدأت عقب إعلان الجمهورية هي بداية فترةٍ جديدةٍ للأدب والتي بدأت في عام 1920 ولازالت مستمرة حتى الآن.

## خصائص الأدب في فترة الجمهورية
- لقد كانت حرب الإستقلال وثورات أتاتورك موجودة في أساس الأدب. فكان كل من الشعر والرواية والحكاية مرتبطاً تماماً وبشكل صائب بهذين الموضوعين. وهذه المساعي التي كانت هدفت إلى تطوير الانفعال والشعور بالقومية التركية قد ساهمت في استمرار الأدب القومي.
- كانت محاولته التي بدأت بالأدب القومي إلى تعريف الأناضول وإخضاع الشعب واحدة من المبادئ الأساسية في أدب هذه الفترة، فانجذب الشعب التركي بجميع طبقاته إلى الأدب. وبالتالي تجاوزت حدود هذا الأدب إسطنبول تماماً. فكانت الرواية والقصة القصيرة تحكي عن مشاكل الشعب بحقيقة تعتمد على المشاهدة.
- وقع على عاتق أدباء فترة الجمهورية وظيفة إفهام وتعريف الشعب ببعض الثورات الجديده التي أقامتها وأسستها الدولة، فأصبح الأديب جسراً بين الشعب والسياسة.
- تحدثو ووضحو ودافعو عن الثورات. ووضعت القوة السياسية نهاية للنزاعات بين اللغة القديمة واللغة الجديدة، واحتكرت الأحداث. وسلكو في اللغة طريقاً للتجديد بلا عودة حيث أسست مؤسسة اللغة التركية.
- تناولو خطة تطوير الفن الشعبي والفلكلور الذي تعاطفو معه فقط فيما قبل فترة الجمهورية، واتخذو أسلوب يونس إمره وكاراجا أوغلو اللذان احتقرهما السابقين مثالاً لهم. ومن ثم تعقبو الأدب الغربي الذي تأسس على التشابه الحرفي. وبدأ الأدب التركي تطبيق تيارات التجديد في الأدب الغربي.

## الأعمال الأدبية في فترة الجمهورية

### الرواية والقصة القصيرة
إن أدب فترة الجمهورية قد مال في مقياس يتسع تدريجياً نحو حقائق تركيا. حيث تناول العمال الذين يرحلون إلى خارج الوطن وعلاقات الناس والحياة التي في القرى والعواصم في جميع أجزاء الوطن. وأحيا البطولات التي تنحدر من كل قسم ومن كل أشكال الحياة. فهم قد أعدو اقتراحات من أجل إزالة الاضطرابات المحيطة بهم. وأثرت ثورة اللغة في الأدب عن قرب. ودخل في الأدب أشكال التوضيح والكلمات التي ترد على ألسنة كل منطقة بجانب الكلمات المستمدة أو التي تم إحيائها. وشوهدت في الأقوال الشعبية على حد التوضيح انطباعات من التجارب ومن الاتجهات المختلفة من الأدب العالمي. وأُلفت الأعمال التي تناولت تأسيس الجمهورية. فقد كتب يعقوب قدري روايات التي تناولت التغيرات التي في المجتمع والتي تعتمد على الأحداث التي كان هو شاهداً عليها بنفسه وتقلبات الحياة السياسية والنزاعات التي حدثت في التاريخ منذ وقت قريب. أما عن أكثر رواياته تأثيراً والتي وضحت الاضطرابات بين الفلاح والمفكر فهي رواية البري 1932.
لقد انضم الشعب والمثقفين إلى حرب التحرير في أول عشر سنوات من الجمهورية في محاولة للتكيف مع فترة جديدة والبحث عن الذات والتعاون، وأُضيفت تجارب الحلول الروحانية والمشاكل الفردية إلى الموضوعات الاجتماعية مثل مناقشة القيم المستقرة والأخلاق التقليدية في مقابل الحضارة الغريبة، وأيضاً التأثيرات الهادمة للفهم الخاطئ لحركة التغريب والتغيرات الاجتماعية. وكانت رواية أياشلي والمتأجرين 1934 للأديب شوكت أسندال تعمل على إحياء الحياة في أول عشرة أعوام للجمهورية في العاصمة أنقرة. وأيضاً كان سعيد فائق الذي كان من هواة البحرية يقوم بإحياء الصيادين الرومان على جزيرة بورغاز التي عاش بها بنفسه وأيضاً شباب المدينة بحب إنساني فياض. ومن جانبٍ أخر كانت الرواية القروية التي بعنوان عند وضع الأحزمة 1931 للأديب صدري أرتم هي أول عمل يلفت الانتباه إلى كيفية تأثر الحياة بالتغيرات في شكل النتائج إلى شكل نتائج أخر. وصنع كل من صباح الدين علي وكوجاقلي يوسف برواياتهم قيادةٍ روائيةٍ قرويةٍ مطوره بعد حوالي 20 عاماً. وتناولو القصص القصيرة التي تعالج التناقضات بين طبقات المجتمع من حيث الفلاحين ونسائهم المولعين بهم.
نجد في رواية إينجا محمد  أنه بينما كان يشار كمال الذي عاش في جبال طوروس عام 1930 وتناول موضوع قطاع الطرق الذين دفعتهم الجريمة يعكس هذه المنطقة والجذور التاريخية لمنطقة تشوكوروفا بمشاكلها اليومية كان أيضاً قد لفت الانتباه إلى حماس التعبير وتلون الأوصاف. وكان أورخان كمال قد تناول موضوعاً حول من يعيشون في المناطق الفقيرة في إسطنبول، والمرتحلين من القرية إلى المدينة، ومغامرات الفتيات الشابات والأطفال المضطهدين. وكذلك روايات كمال طاهر التي اتخذت القرية موضوعاً وأعطت بانوراما واسعه للتطورات التي في القرية. وأيضاً بعض الأدباء مثل صميم كوجاجوز، نجاتي جومالي، فاكير بايكورت كانو بقصصهم القصيرة ورواياتهم شهود عيان على الحياه في المدينة والقرية. كما كان بكير يلديز الذي تناول موضوع نفس هذه المنطقة قد تناول أيضاً موضوعاً حول حياة العمال الرحل الذين يعملون خارج الوطن. وكما يوجد كاتبي القصص القصيرة الذين ينظرون إلى الحقائق بسخرية على سبيل المثال خلدون طانر يُرى أيضاً أدباء مثل عزيز نسين ورفعت إلجاز أولئك الذين تناقشو أمام مجتماعات القراء الواسعة بقصصهم القصيرة ورواياتهم الفكاهية عن الاضطرابات الاجتماعية. وكان يوجد أدباء مثل طارق بوغرا قد علقو على حرب الاستقلال وفترة الجمهورية بشكل معارض للأدباء الواقعية والاشتراكية.

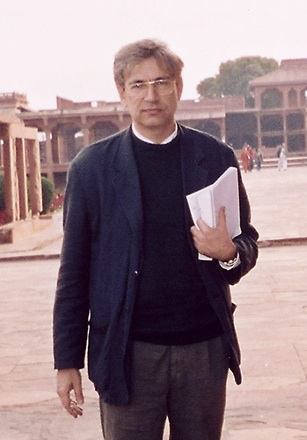
الأديب التركي أورخان باموق صاحب جائزة نوبل للأدب عام 2006.

ومن الأدباء الذين يتجهون إلى التحليل النفسي وعرض اللاوعي مثل يوسف أطليجان، بيلجا كاراصو، عدنان أوزيالطشينر، أوغوز أطاي وغيرهم قد استفادو من التجريدات والدعابة السوداء، ودخلو في التجارب التي تتحقق من إمكانيات اللغة وتتغذى على إعادة التحويلات والترابطات. أما عن النساء كاتبي الروايات والقصص القصيرة بينما كن يتخذن من البيئة المحيطة والأحداث والأشخاص موضوعاً كن قد انزلقن في تفاصيل كثيرة. وبينما كن هؤلاء الأديبات مثل نزيهة مريتش، عدالت أغا أوغلو، بينار كور، فوروزان، سوجي صويصال، تومريس أويار يتجهن نحو موضوعاتٍ مثل علاقة الفرد بالمجتمع والعمل الاجتماعي والتغيرات الثقافية والقضايا الجنسية فقد ثُرن ضد الأحكام الموضوعة. وبينما كانت حالات التصنيع والتحضر السريع قد فتحت طريقاً يؤدي إلى إزلة أدب القرية فقد تطور أدبا جديداً تتخذ فيه الرايات والقصص موضوعات مثل التماسك الذي في المدينة، الناس في العشوائيات، الفقراء، المثقفين من حياة العمال، الفنانين، الحياة الروحانية والاجتماعية للمشاركين في العمل السياسي ووحدتهم التي يشهدونها، وذلك مثل قصص وروايات كلاً من أرهان بنر، دمير أوزلو، سليم إلري، أورخان باموق، لطيفة تكين، نديم جورسل.

### الشعر
كان الجيل الذي يتعامل بوزن الهجا من حيث الأدب القومي من أمثال كمال الدين كامو وعمر بدر الدين أوشاقلي وغيرهم يتناولون في الشعر موضوع جمال الوطن والطبيعة والمشاعر الصغيرة. ونهل أحمد حمدي طابينار من علم النفس بجانب التاريخ كا نهل أحمد قدسي تجر من التراث الشعبي والأعمال التي تتجه إلى الشعر وإلى سيطرة الشكل. واتكأ جاهد صدقي طارانجي على الحساسية والانطباعات الواسعة، وأيضاً أحمد محب ديراناس على الرموز أو مشاهد من الحياة اليومية. وقد أضاف أحمد محب ديراناس وجاهد صدقي طارانجي قوالب جديدة التي توصلو فيها إلى مهارة في استخدام وزن الهجا وتطبيقات بدون وقفات. وأضاف نجيب فاضل للغة الأبحاث التي تتجه إلى الحياة الداخلية للإنسان والأفكار الصوفية.
وقد تشكل الشعر الذي كسر القوالب التقليدية ووزن ناظم حكمت وأيضاً بقدر الخصائص الشكلية تشكلت تجديدات بالمحتوى المتعلق بوجه النظر الماركسية. وبمرور الزمن تأثر هذا الشعر الجديد بالشعر الشعبي وبشعر الديوان وحتى بشعر الغريب المعاصر. واستفاد من الفرص المتاحة للقصة القصيرة، وتتغذى على القيم المحلية والعالمية. وقد ثار ممثلي تيار الغريب ضد الشاعرية والحساسية المفرطة في الشعر ونشرو الشعر بدون وزن.
وفي مقابل تيار الغريب ظهر مفهوم الشعر الاشتراكي الذي تأثر بالمفهوم الشعري لناظم حكمت. وممثلي هذا التقليد الشعري هم رفعت ايلجاز، أ. قادر، أحمد عارف، حسن حسين. وكان أتيلا إيلهان هو ممثل الاتجاه الذي يتناول الموضوعات الاجتماعية معطياً اهتماماً واسعاً للحسية والتصويرية. وفي مقابل الشعر المثقف والواضح الذي يتناول موضوعات مثل الطبيعة، العشق، الحياة، الحب، السلام، الحرية وبينما كان كل من بدري رحمي أيوب أوغلو، جاهد كولبي، نجاتي جومالي يتخذون من مكان الإنسان في الكون موضوعاً فهم أيضا تناولو الأعمال المستفادة من التجريدات ومن أبحاث اللاوعي. ويرى إسهام التراث الشعبي والتصوف والحضارات القديمة لشعر عساف خالد شلبي. وقد سعى فاضل حسني داغلرجه وهو أكثر شعراء العصر إنتاجية إلى التلميح إلى القراء بصور قاحلة عن رب البشر، الكون، التاريخ، مكانه في مواجهة الزمن مكاناً مكاناً. وعلى الرغم من التعبير الواضح لشعر الغريب فإن ممثلي الشعر الذي عرف بالتجديد الثاني وهم أديب جانسفر، إيلهان برك، جمال ثريا، طورغوت أويار، سزائي كاراكوتش وأجا أيهان كانو يتحدثون عن قلق الإنسان المحاط بتعقيدات الدنيا المعاصرة بلغة شعرية معقدة. وقد أظهر كمال أوزر وأطاؤل بهرام أوغلو نفسيهما في الأعمال الاجتماعيه، ورفيق دورباش وهو من ممثلي الجماهير التي بقد خارج حدود الحياة في المدينة، كما أظهر حلمي يافوز نفسه في المنتجات الأدبية التي تتجه إلى التاريخ والمصادر الثقافية. وفي مقابل الحسيه تكونت إحدى مصادر الشعر كالسخرية لدى الأديب صلاح بيرسل والاجتماعية لدى الأديب متين ألأوغلو والسياسية والهجائية لدى الأديب جان يوجل.

### البحث والتأليف
إن الكاتب الذي تناول الأدب التركي كوحدة واحدة بداخل الجغرافيا الواسعة والتاريخ الطويل وحدد فتراته وأخرج الأعمال القديمة للنور هو محمد فؤاد كوبريلي. وقد أظهر محمد فؤاد كوبريلي التأثيرات التي في الأدب بسبب التغيرات التي في المؤسسات السياسية والاجتماعية. وقد تربى على يديه باحثين تناولو الأدب التركي الذي في الماضي بالبحث مرتبطين بالبيئة التي خطها. إبراهيم نجمي ديلمان، إسماعيل حبيب سفوك، أجاه سرى لفنت، مصطفى نهاد أوزون، نهاد سامي بنارلي، كنان أكيوز، عبد الباقي جولبينارلي، فاخر عز هم بعض الأدباء الذين حققو أعمالاً في هذا المجال. أما أحمد حمدي طابينار ومحمد قابلان فهم قد وضعو نصب أعينهم الحركات الفكرية في تقييماتهم وعلم نفس للكتاب وخصائص التعبير.

## التيارات الأدبية في فترة الجمهورية

### الهجائيين الخمسة
المقال الرئيسي: الهجائيين الخمس [التركية]
لقد استخدم مقياس الهجا بمهارة وتأثر بالأدب القومي. وبدأو في الشعر في أعوام الحرب العالمية الأولى وحرب الاستقلال. ورجحو أن يكون الشعر بلغة بسيطة وغير مزين. وإن كان السابقون عليهم قد استخدمو وزن العروض إلا أنهم استخدمو وزن الهجا بعدها. وتناولو في أشعارهم موضوعات مثل حب الوطن، جمال الوطن، البطولة والشجاعة. وتكونت جماعة الهجائيين الخمس من فاروق نافظ تشامليبل، أنيس بهيج كوريورك، خالد فخري أوزانصوي وأورهان سيفي أورهون.

### ذوي المشاعل السبع
المقال الرئيسي: ذوي المشاعل السبع [التركية]
هي الجماعة الوحيدة التي ظهرت في بداية فترة الجمهورية. وظهرو من أجل تأسيس أدب جديد، متابعة الأدب الغربي وتكوين شعراً أصلياً، إلا إنهم لم يستطيعوا التخلص من كونهم تابعين للهجائيين الخمسة. وهؤلاء الفنانين هم صبري أسات سيافوشجيل، وصفي ماهر كوجاق تورك، يشار نابي ناير، جودت قدرت، كنعان خلوصي، معمر لطفي، ضيا عثمان صابا. وكان الأبرز قيمة من بينهم هو ضيا عثمان.

### الغرباء (التجديد الأول)
المقال الرئيسي: تيار الغريب
أسس أورخان ولي تيار الغريب الذي ترك أثراً عهاماً في الشعر التركي بعد عام 1940. وقد ساعده كلاً من أوكتاي رفعت ومليح جودت. وطبقاً لهذا التيار فإن البساطة في الشعر كانت في المقدمة. ويعد الشعر ناجحاً كلما اقترب إلى الحياة. فالوزن والقافية وشكل النظم تلك هي العناصر الغير لازمة والتي لا ترتبط بيد الشاعر وذراعة. والشعر يجب أن يكون حراً فيعكس حيوية الحياة. فليست هذه القيود هي من توفر انسجام الشعر وإنما الكلمات. ويجب الهروب من الأقوال المجازية في الشعر. وقد أكسب الشعراء إلى وقتنا هذا للشعر شيئاً ما. فالشعر يجب أن يبتعد هن كونه خاصاًَ بالطبقة العالية. والشعر الجديد الذي يعجبون به ليس هو شعر الطبقة المرفهة وإنما شعر أولئك الذين يكدحون من أجل لقمة العيش. فهم الذي سيخاطبهم.
لقد قال أصحاب تيار الغريب الذين اتجهو إلى اللاوعي من أجل إيجاد حالة حادة وجوهرية للشعر أنهم يجب أن يقتربو إلى تيار السريالية. ومفهوم الشعر لدى أصحاب تيار الغريب أنه بمثابة القنبلة التي تقع على عالم الشعر، فيكون حال المدعمين له كحال الناقدين. ولكن ظهر في النهاية أن المؤيدين لعدم كون الشعر بسيطاً بهذا القدر كانو على حق. فاتجه أوكتاي رفعت أولاً ثم مليح جودت إلى الشعر المغلق التخيلي.

### التجديد الثاني
المقال الرئيسي: التجديد الثاني [التركية]
قام أصحاب التجديد الأول أو باسمه الأخر تيار الغريب أولئك الذين اتجهوا إلى الشعبية والبساطة في الشعر من خلال تتويج القواعد التقليدية والشعرية ومنعها. إلا أنه بعد 10 سنوات أصبحو يبحثون عن الشعرية والحسية والشعورية والزخرفة والتخيلية في الشعر. فذهبوا للبحث عن تجديدات مثل الكتابة بمواصفاتٍ تشابه التجريدية والتخيلية المطورة لدى الغرب. فأعدت هذه أرضاً لنشأة التجديد الثاني. وقد وضح إيلهان برك الذي يعد واحداً من ممثلي هذا الشعر خصائص هذا الشعر قائلاً:
إن حل العناصر والمبادئ الشعرية والتخلي عن جميع الوسائل الأخرى التي خارج مبادئه تلك والتفكير في الشعر باعتباره شعراً هذا هو أول مايفكر فيه شعر التجديد الثاني. وحتى الآن كان يُعرف إتجاهاً واحداً للمعنى: وهو الارتباط بالعقل. في حين أن أعظم عناصر الشعر هي أخذه وإيجاده وهدمه.
أما الممثل الأخر لهذا الشعر وهو أديب جانسفر فقد وضح وجهة نظره قائلاً:
يجب أن يكون الشعر مرتبطاً بقوة مفهوم القارئ.
أما أجاأيهان فيلخص رغبته في عمل التجديد الثاني قائلاً:
فتح الجبهة الثانية، الدفاع عن كون المعنى خارج العقل، التصرف هدام في موضوع القواعد الشعرية، الاتجاه نحو معنى اللامعنى. تطعيم اللغة بسبب عدم استطاعتنا تحديد هذه الحقائق بقواعد لغوية. تخليص الكلمات من المعنى، إظهار شكل جديد والذي يكون ناتج عن ذاتية جديدة، وإظهار ذاتيه جديدة التي هي نتيجه لازمه للشكل الجديد.
كان يجب جمع كل واحد من هؤلاء الشعراء الذين أدركو دعوتهم حيث أنهم لم يرو أن التجديد الأول الذي لم يظهر في البداية باعتباره جماعة واحدة ولم يوجد إعلاناً لها ولم تتحد على بعض المبادئ كافياً في الشعر. وحتى وإن لم تكن هذه الجماعة هي الغاية على المدى الطويل إلا أنها قد أكسبت الشعر التركي بعداً جديداً.

### المحاصرون
المقال الرئيسي: المحاصرون [التركية]
المحاصرون هم جماعة من الأدباء والشعراء المرتبطين بمدرسة الشعر للأدب التركي في عصر الجمهورية. ونشر المحاصرون أول أشعارهم في مجلة تشينار التي حيث قامو بعرض وقفه ضد تيار الغريب. وبعدها تجمعو حول مجلة حصار التر بدأت في الانتشار عام 1950 واستمرت حتى عام 1980 بشكل متقطع إلى أن صدر العدد 277. شعراء مثل محمد تشينارلي، إيلهان جتشر، مصطفى نجاتي كاراغر هم من الممثلين الأوائل لتيار المحاصرون حيث سعو لتأسيسه. وقد دافعو عن كون العديد من الفنانين مستقلين وعن اللغة التركية الحية. وثارو ضد تيار الغريب. ولم يجدو الحق في اعتبار جميع التقاليد غير موجودة من أجل التجديد. وقد أكسبو الأدب التركي أمثلة جديدة في مجال الشعر والقصص القصيرة.
وقد أعرب محمد تشينارلي في العدد رقم 277 لمجلة حصار بتاريخ ديسمبر عام 1980 عن وداعه قائلاً: «إن حرب حصار كانت حرباً من أجل تطوير وحمايه الفن الذي لم يكن له طبعة أجنبية والذي لم يقطع أواصره عن التقاليد والذي لم ينحني للضغوطات السياسية والأيدولوجية، وحماية أيضاً ذلك الأدب الذي يتحدث فيه باللغة التي يتحدث بها الشعب».